# 임훈 (정치인)
임훈(생년 미상 ~ )은 조선민주주의인민공화국의 정치인이다. 황해북도 인민위원회 위원장 겸 최고인민회의 제13기 대의원이다.

## 경력
2013년 강영수 후임으로 황해북도 인민위원회 위원장에 임명되었다.

## 최고인민회의 대의원
2014년 3월 최고인민회의 제13기 대의원에 선출되었다.